# Taglio di Po
Taglio di Po (Tài d Pò en dialecte local) est une commune italienne de la province de Rovigo, dans la région de la Vénétie.

## Géographie
La commune se trouve à l’intérieur du parc régional du Delta du Pô, dans le bas Polésine, à une altitude de 0 mètre.
Le centre de la commune se situe au Sud de l’intersection entre le fleuve Pô et la route nationale SS309 Romea 309 qui relie Ravenne à Venise.
Le territoire communal, de forme très allongée, qui s’étend jusqu’à quelques kilomètres des rives de la mer Adriatique, fait partie de l'Isola di Ariano formée des communes de Ariano nel Polesine et Corbola ; délimitée par les bras du fleuve Pô : le Pô de Goro au sud, le Pô de Venise au Nord et son bras, le Pô de Gnocca, au sud/est.
Distances de grandes villes voisines :
- Rovigo : 42 km ;
- Chioggia : 23 km ;
- Venise : 59 km ;
- Ferrare : 79 km.

## Histoire
L’histoire de la commune n’est que contemporaine, car jusqu'au début du XVIIe siècle, n’existait qu’un cordon sablonneux se jetant dans la mer.

Le territoire actuel s’est formé à la suite du Taglio di Porto Viro, l'œuvre hydraulique réalisée par la Sérénissime entre 1600 et 1604, pour détourner les eaux du Pô principal vers l’anse de Goro et provoquer l’ensablement du territoire.
Les premières habitations dans l’actuel territoire de Taglio di Po virent le jour dans les années 1750, et qui, hors l’invasion napoléonienne de 1796, resta dans la république de Venise.
Insérée dans le district d’Ariano, la commune subit les mêmes péripéties historiques que sa voisine Ariano nel Polesine jusqu’en 1866, troisième guerre d'indépendance italienne.

## Monuments et lieux d’intérêt

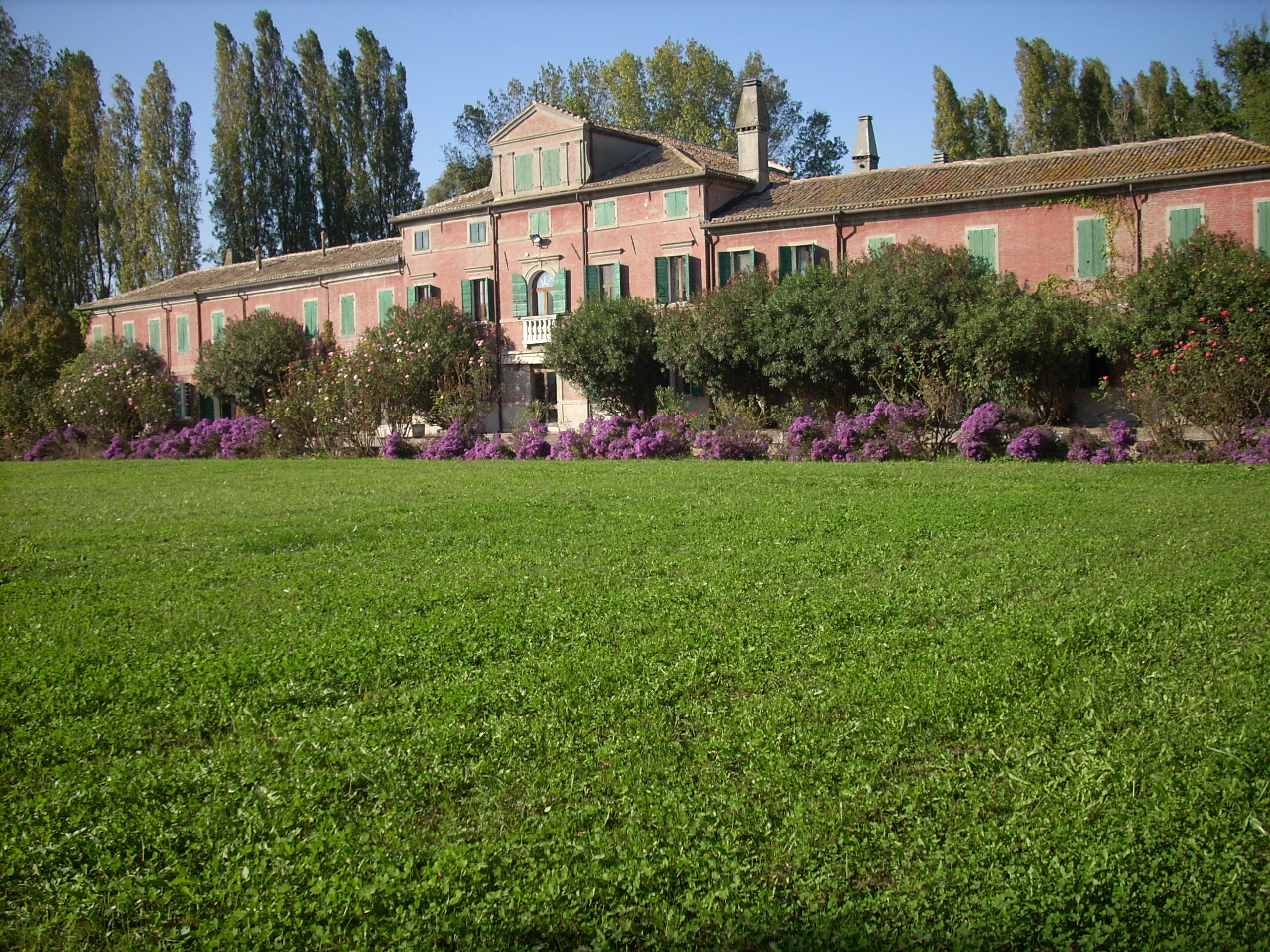
Ca' Zen, domaine agricole.

## Administration
| Période                                  | Période  | Identité          | Étiquette     | Qualité |
| ---------------------------------------- | -------- | ----------------- | ------------- | ------- |
| 07/05/2012                               | En cours | Francesco Siviero | Liste civique |         |
| Les données manquantes sont à compléter. |          |                   |               |         |

### Frazione
Oca Marina, Mazzorno Destro, Polesinello, Pisana, Gorino Sullam (San Rocco), Ca' Lattis.

### Communes limitrophes
Adria (18 km), Ariano nel Polesine (11 km), Corbola (9 km), Loreo (15 km), Porto Tolle, Porto Viro.

## Population

### Évolution de la population en janvier de chaque année
| 1871  | 1901  | 1921  | 1951   | 1961  | 1971  | 1981  | 1991  | 2001  |
| ----- | ----- | ----- | ------ | ----- | ----- | ----- | ----- | ----- |
| 3 620 | 5 550 | 9 653 | 13 086 | 8 636 | 7 789 | 8 441 | 8 538 | 8 284 |

| 2012  | - | - | - | - | - | - | - | - |
| ----- | - | - | - | - | - | - | - | - |
| 8 549 | - | - | - | - | - | - | - | - |

## Économie
L'économie de Taglio di Po est principalement basée sur les petites et moyennes entreprises artisanales et de service, alors l’activité agricole est en nette diminution, sauf dans les zones où c’est encore la principale ressource.
La présence du parc du delta du Pô commence à stimuler les autorités locales qui prennent conscience que le développement du tourisme est un avantage certain pour le territoire ; d’où l’ouverture d’établissements d’accueil tels les auberges, maisons d’hôtes et d’agrotourismes.

## Fêtes et manifestations
- Fête de juillet, coïncide avec la fête religieuse ;
- Sacre de S.Gaetano, le 7 août dans le hameau de Mazzorno Destro ;
- Sacre de San Luigi Gonzaga, le 21 juin, dans le hameau de Oca Marina ;
- La perle en fête, fin de la semaine suivant la foire de juillet.

## Jumelage
- Omišalj (Croatie) (Castelmuschio en italien, dans l’île de Krk).

## Personnalités liées à Taglio di Po
- Ottavio Crepaldi, cycliste ;
- Patrizio Bonafè, footballeur et entraîneur ;
- Vigor Bovolenta, volley ball.

## Sources
- (it) Cet article est partiellement ou en totalité issu de l’article de Wikipédia en italien intitulé « Taglio di Po » (voir la liste des auteurs) le 03/10/2012.